# ベンゾジアゼピンの一覧
ベンゾジアゼピンの一覧（ベンゾジアゼピンのいちらん、list of benzodiazepines）では、下記の表に広く処方されるベンゾジアゼピン系薬物の一覧を示す。そこには半減期や他のベンゾジアゼピンとの等価用量といった基本的な薬理学的な特徴やそれらの商品名と主な用途も記載されている。排出半減期とは、身体によって薬の半分が排出されるのに要する時間の長さである。「最高までの時間」とは、摂取してから血中における薬物が最高濃度となる時間である。ベンゾジアゼピンは、一般的に同じような薬理学的特性を共有している。それは抗不安、鎮静、催眠、筋弛緩、健忘、抗てんかんの作用である。一定の効力のための力価の多様性が、各々のベンゾジアゼピンの間に存在する。一部のベンゾジアゼピンは活性代謝産物を生成する。人体は摂取された薬物を、親化合物と類似した薬理学的な特性を共有する化合物へと代謝し、活性代謝産物が生成される。またこれは、薬物の薬理学的な作用がどの程度続くのかを計算するのに関連してくる。ジアゼパムやクロルジアゼポキシドのような長時間作用型の活性代謝産物を伴う長時間作用型のベンゾジアゼピンは、1日を通して一定の服用レベルが必要とされる用途に、主にベンゾジアゼピンやアルコールの離脱、あるいは不安に対して処方される。短時間作用型のベンゾジアゼピンは、持ち越し効果（二日酔い）が少ないために不眠症のために望ましい。
ジアゼパムやクロルジアゼポキシドや、また同様に排出半減期の長いベンゾジアゼピンによって、高齢者は若年者の2倍の長さの半減期となることに注意を要する。多くの医師は、高齢に応じてベンゾジアゼピンの用量を調整しないというミスを犯す。このため、以下のほぼ同等の用量は、長時間作用型のベンゾジアゼピンをよりゆっくりと代謝する患者によっては、短時間作用型のベンゾジアゼピンを使用する際には調整する必要があるかもしれない。またはその逆の場合もである。そのような個人においては、著しく蓄積する傾向にある長時間作用型のベンゾジアゼピンこの変化に最も注意すべきである。たとえば、高齢者におけるロラゼパムのジアゼパム等価用量は、若年者におけるよりも半分までで済む可能性がある。各々のベンゾジアゼピンの等価関係は、mg基準では400倍も異なる。この事実の認識は、ベンゾジアゼピンを安全かつ有効に用いるために必要である。

## 等価用量表
* この表の参照元 
| 一般名               | 商品名*                                     | 最高までの時間 | 排出半減期† [活性代謝産物] | 医療用途                         | ほぼ等価の用量‡                |
| -------------------- | ------------------------------------------- | -------------- | -------------------------- | -------------------------------- | ------------------------------ |
| アルプラゾラム       | ソラナックス、コンスタン、メデポリン、Xanax | 1-2            | 9–20時間                   | 抗不安薬                         | 0.5 mg                         |
| ブロマゼパム         | レキソタン、セニラン                        | 1-3            | 10–20時間                  | 抗不安薬                         | 5–6 mg                         |
| ブロチゾラム         | レンドルミン、グッドミン、アムネゾン        | 0.5-2          | 4–5時間                    | 睡眠薬                           | 0.25 mg                        |
| クロルジアゼポキシド | コントール、バランス、コンスーン、Librium   | 1.5-4          | 5–30時間 [36–200時間]      | 抗不安薬                         | 25 mg                          |
| クロナゼパム         | リボトリール、ランドセン                    | 1-4            | 18–50時間                  | 抗不安薬, 抗てんかん薬           | 0.5 mg                         |
| クロラゼプ酸         | メンドン                                    | 変化する       | 36–100時間                 | 抗不安薬, 抗てんかん薬           | 15 mg                          |
| クロチアゼパム       | リーゼ、イソクリン                          | 1-3            | 6–18時間                   | 抗不安薬                         | 5–10 mg                        |
| クロキサゾラム       | セパゾン                                    | 2-5 (?)        | 18–50時間                  | 抗不安薬, 抗てんかん薬           | 1 mg                           |
| ジアゼパム           | セルシン、ホリゾン、ジアゼパム、Valium      | 1-1.5          | 20–100時間 [36-200]        | 抗不安薬, 抗てんかん薬, 筋弛緩剤 | 10 mg                          |
| エスタゾラム         | ユーロジン、エスタゾラム                    | 1-5            | 10–24時間                  | 睡眠薬                           | 2 mg                           |
| エチゾラム           | デパス、エチゾラム                          | 1-2            | 6時間                      | 抗不安薬, 睡眠薬                 | 1 mg                           |
| ロフラゼプ酸エチル   | メイラックス、ロフラゼプ酸エチル            | 1.5            | 50–100時間                 | 抗不安薬                         | 2 mg                           |
| フルニトラゼパム     | サイレース、フルニトラゼパム                | 0.5-3          | 18–26時間 [36–200時間]     | 睡眠薬                           | 1 mg                           |
| フルラゼパム         | ダルメート、ベノジール                      | 1-1.5          | 40–250時間                 | 睡眠薬                           | 15–30 mg                       |
| フルトプラゼパム     | レスタス                                    | 0.5-9          | 60–90時間                  | 睡眠薬, 抗てんかん薬             | 2–3 mg                         |
| ロラゼパム           | ワイパックス、ユーパン、Ativan              | 2-4            | 10–20時間                  | 抗不安薬, 抗てんかん薬           | 1 mg                           |
| ロルメタゼパム       | ロラメット、エバミール                      | 0.5-2          | 10–12時間                  | 睡眠薬                           | 1.5 mg                         |
| メダゼパム           | レスミット                                  | ?              | 36–200時間                 | 抗不安薬                         | 10 mg                          |
| ミダゾラム           | ドルミカム                                  | 0.5-1          | 3時間 (1.8–6時間)          | 睡眠薬, 抗てんかん薬             | 7.5 mg                         |
| ニメタゼパム         | エリミン                                    | 0.5-3          | 14-30時間                  | 睡眠薬                           | 5 mg                           |
| ニトラゼパム         | ベンザリン、ネルボン                        | 0.5-7          | 15–38時間                  | 睡眠薬, 抗てんかん薬             | 10 mg                          |
| プラゼパム           | セダプラン                                  | 2-6            | 36–200時間                 | 抗不安薬                         | 20 mg                          |
| クアゼパム           | ドラール                                    | 1-5            | 39–120時間                 | 睡眠薬                           | 20 mg                          |
| トリアゾラム         | ハルシオン、トリアゾラム                    | 0.5-2          | 2時間                      | 睡眠薬                           | 0.25 (.5の経口生体利用効率) mg |

### 非定型ベンゾジアゼピン受容体リガンド
| 薬物名          | 一般的な商品名*                    | 排出半減期† [活性代謝産物] | 主な作用               | ほぼ等価の用量‡        |
| クロバザム      | マイスタン                         | 8–60時間                   | 抗不安薬, 抗てんかん薬 | 20 mg                  |
| フルマゼニル    | アネキセート                       | 1時間                      | 解毒剤                 | 一般的に 0.2 - 0.6 mgð |
| エスゾピクロン§ | ルネスタ                           | 6時間                      | 睡眠薬                 | 3 mg                   |
| ザレプロン§     | ソナタ                             | 1時間                      | 睡眠薬                 | 20 mg                  |
| ゾルピデム§     | マイスリー、Ambien                 | 2.6時間                    | 睡眠薬                 | 20 mg                  |
| ゾピクロン§     | アモバン、スローハイム、メトローム | 4–6時間                    | 睡眠薬                 | 15 mg                  |

* すべての商品名の一覧ではない。さらなる詳細を見るためには、薬の名前をクリックする。
- 等価用量は臨床経験に基づくが、個人間でも変化することがある。http://www.benzo.org.uk/bzequiv.htm.

‡ フルマゼニルはイミダベンゾジアゼピン系の誘導体であり、平たく言えばベンゾジアゼピン系過剰摂取の影響を反転させる解毒剤で集中治療室（ICU）にて静脈投与され、またマイスリーやルネスタのような「Z薬」と称される非ベンゾジアゼピン系の過剰摂取にも同様に用いられる。過剰摂取治療において、フルマゼニルはベンゾジアゼピンに耐性を生じている患者には禁忌である。またそれは長期的にベンゾジアゼピンを使用しているものには禁忌であるということである。。この場合、利益よりも重篤な発作のリスクのほうがはるかに上回る。フルマゼニルは、フルマゼニルによる競合阻害によって、ベンゾジアゼピンと非ベンゾジアゼピンをGABAA受容体への結合から阻害することで、ベンゾジアゼピンに耐性のない患者を、害の可能性から予防することで作用する。フルマゼニルによる潜在的な発作の影響よりもはるかに安全になるように、患者の酸素濃度、呼吸、心拍数と血圧に注目する臨床観察が用いられる。肺、呼吸器、心血管系の異常な速度から生じるすべての問題を介する対症療法は、一般的にベンゾジアゼピン単独の過剰摂取において必要とされる唯一の治療法である。多くの場合、ベンゾジアゼピンが消化管から吸収されるのを防止するために活性炭や活性ターボンが用いられる。胃洗浄はもはや一般的に使用されず、一部の中毒学者が推奨していない。

## さらに読む
- Gitlow, Stuart (1 October 2006). Substance Use Disorders: A Practical Guide (2nd ed.). USA: Lippincott Williams and Wilkins. pp. 110. ISBN 978-0-7817-6998-3
- Galanter, Marc; Kleber, Herbert D. (1 July 2008). The American Psychiatric Publishing Textbook of Substance Abuse Treatment (4th ed.). United States of America: American Psychiatric Publishing Inc. p. 216. ISBN 978-1-58562-276-4